# Gianpaolo
Gianpaolo  è un nome proprio di persona italiano maschile.

## Varianti
- Maschili: Giampaolo[1][3][4], Gian Paolo[1]
- Femminili: Gianpaola, Giampaola[3]

### Varianti in altre lingue
- Francese: Jean-Paul
- Spagnolo: Juan Pablo
- Portoghese: João Paulo

## Origine e diffusione
Si tratta di un nome composto, formato dall'unione di Gianni (ipocoristico di Giovanni) e Paolo. La forma Giampaolo si è originata grazie alla maggior spontaneità della pronuncia dovuta all'assimilazione della N con la P, come avviene anche in Gianpietro e Gianpiero.

## Persone

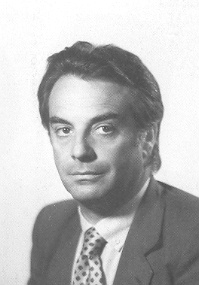
Gianpaolo Sodano

- Gianpaolo Bellini, ex calciatore e allenatore di calcio italiano
- Gianpaolo Bottacin, politico italiano
- Gianpaolo Calajò, kickboxer italiano
- Gianpaolo Calvarese, arbitro di calcio italiano
- Gianpaolo Castorina, calciatore italiano
- Gianpaolo Dozzo, politico italiano
- Gianpaolo Faelli, artista marziale italiano
- Gianpaolo Grudina, calciatore italiano
- Gianpaolo Ormezzano, giornalista, scrittore e personaggio televisivo italiano
- Gianpaolo Rossi, allenatore di calcio e calciatore italiano
- Gianpaolo Silvestri, politico, giornalista e attivista italiano
- Gianpaolo Sodano, dirigente d'azienda e politico italiano
- Gianpaolo Spagnulo, allenatore di calcio e calciatore italiano
- Gianpaolo Tescari, regista italiano
- Gianpaolo Vallardi, imprenditore e politico italiano
- Gianpaolo Zandegiacomo, giocatore di curling italiano

### Variante Gian Paolo
- Gian Paolo Cavagna, pittore italiano
- Gian Paolo Chiti, compositore e pianista italiano
- Gian Paolo Gobbo, politico italiano
- Gian Paolo Montali, allenatore di pallavolo e dirigente sportivo italiano

### Variante Giampaolo

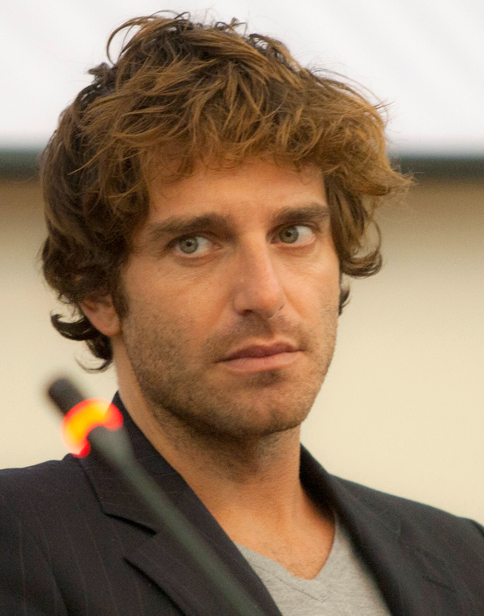
Giampaolo Morelli

- Giampaolo Baglioni, membro del casato Baglioni
- Giampaolo Caruso, ciclista su strada italiano
- Giampaolo Crepaldi, arcivescovo cattolico italiano
- Giampaolo Di Paola, ammiraglio italiano
- Giampaolo Dossena, giornalista ed enigmista italiano
- Giampaolo Fabris, sociologo italiano
- Giampaolo Mazza, calciatore e allenatore di calcio sammarinese
- Giampaolo Morelli, attore e sceneggiatore italiano
- Giampaolo Pazzini, calciatore italiano

### Variante Jean-Paul

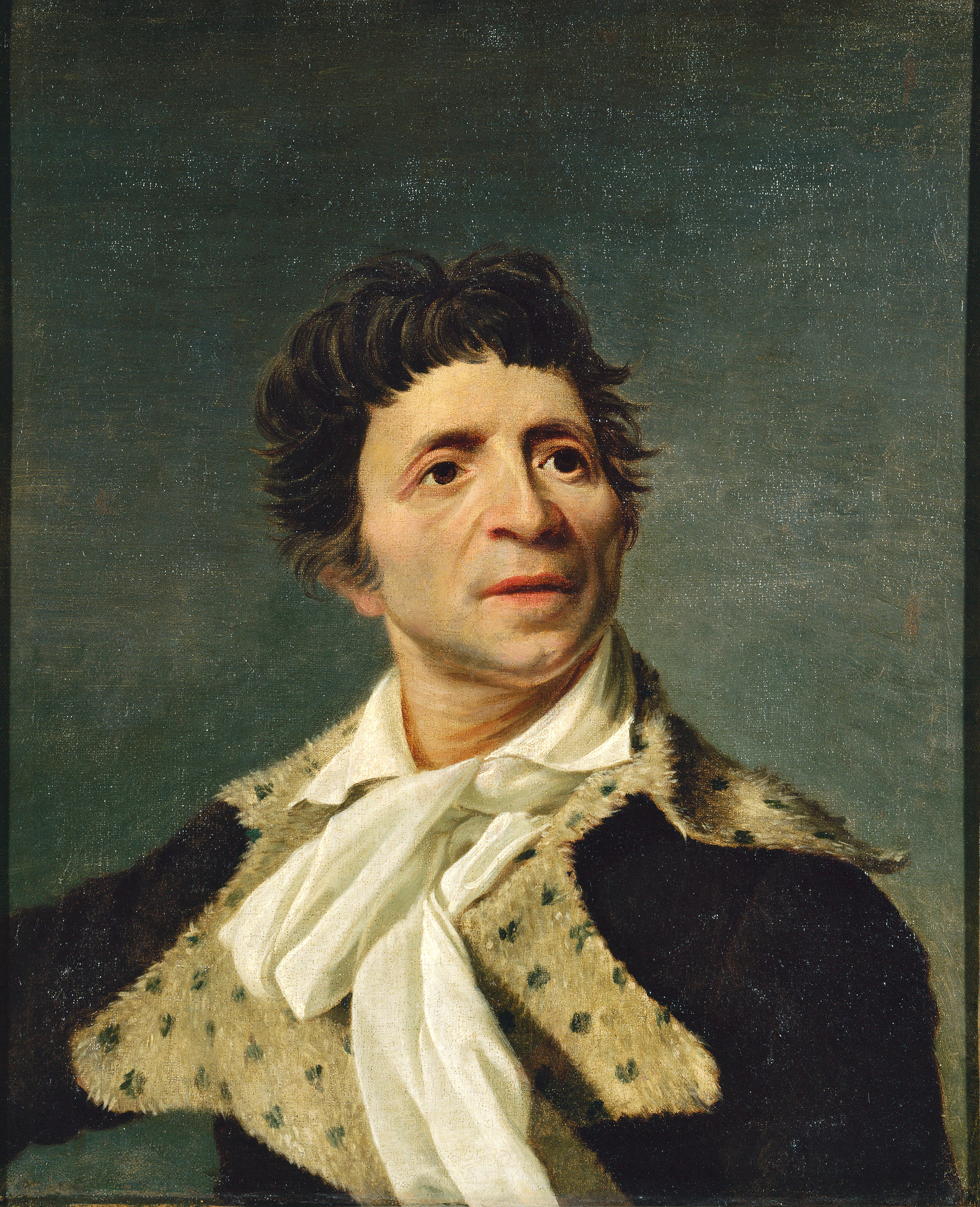
Jean-Paul Marat

- Jean-Paul Belmondo, attore francese
- Jean-Paul Bertrand-Demanes, calciatore francese
- Jean-Paul Cottret, copilota di rally francese
- Jean-Paul Delevoye, politico francese
- Jean-Paul Fitoussi, economista francese
- Jean-Paul Gaultier, stilista francese
- Jean-Paul Laurens, pittore e scultore francese
- Jean-Paul Marat, politico, medico, giornalista e rivoluzionario francese
- Jean-Paul Penin, direttore d'orchestra francese
- Jean-Paul Rappeneau, regista e sceneggiatore francese
- Jean-Paul Sartre, filosofo, scrittore, drammaturgo e critico letterario francese
- Jean-Paul van Poppel, dirigente sportivo e ciclista su strada olandese